# Камышовка (Одесская область)
Камышовка (укр. Комишівка) — село, относится к Измаильскому району Одесской области Украины.
Население по переписи 2001 года составляло 3491 человек. Почтовый индекс — 68653. Телефонный код — 4841. Занимает площадь 45,24 км². Код КОАТУУ — 5122082001.

## История
В 1945 г. Указом ПВС УССР село Хаджи-Курда переименовано в Камышовку.

## Население и национальный состав
По данным переписи населения Украины 2001 года распределение населения по родному языку было следующим (в % от общей численности населения):
По Камышовскому сельскому совету: молдавский — 94,53 %; русский — 3,41 %; украинский — 1,35 %; болгарский — 0,54 %; румынский - 0,09 %; гагаузский — 0,06 %.